# Зубарев, Василий Денисович
Василий Денисович Зубарев (1921—1945) — старший сержант Рабоче-крестьянской Красной Армии, участник Великой Отечественной войны, Герой Советского Союза (1946).

## Биография
Василий Зубарев родился в 1921 году в деревне Зеновкино (ныне — Комаричский район Брянской области). Окончил семь классов школы и лесохимический техникум. В 1940 году Зубарев был призван на службу в Рабоче-крестьянскую Красную Армию. С 1941 года — на фронтах Великой Отечественной войны. К апрелю 1945 года старший сержант Василий Зубарев командовал взводом 1957-го отдельного истребительно-противотанкового полка 40-й истребительно-противотанковой артиллерийской бригады 3-й ударной армии 1-го Белорусского фронта. Отличился во время штурма Берлина.
В боях за Берлин расчёт Зубарева подавил огонь двух немецких артиллерийских батарей и захватил десять тяжёлых орудий противника. 29 апреля 1945 года Зубарев погиб в здании рейхстага. Похоронен в Берлине.
Указом Президиума Верховного Совета СССР от 15 мая 1946 года за «образцовое выполнение боевых заданий командования и проявленные мужество и героизм в боях с немецкими захватчиками» старший сержант Василий Зубарев посмертно был удостоен высокого звания Героя Советского Союза. Также был награждён орденом Ленина и двумя орденами Красной Звезды.